# The Pulse of Awakening
The Pulse of Awakening è il terzo album di studio dei Sybreed, pubblicato in Europa il 16 novembre 2009, attraverso la Listenable Records.

## Disco
Rispetto ai precedenti lavori, con The Pulse of Awakening i Sybreed cambiano il loro approccio compositivo e il loro stile, orientandosi verso un sound più duro nel suo complesso, ma su un lavoro più nettamente creativo nella composizione stessa: un largo impiego di elementi melodici si unisce alle dure sonorità death/groove metal, in un background dark industrial-elettronico di stampo darkwave e post-punk, con una maggiore presenza di un sound di matrice fortemente progressive. Anche l'utilizzo delle tecniche vocali di Benjamin cambia rotta, il quale, oltre al classico scream, fa un uso predominante anche di voci pulite dal timbro vocale quasi vicino al tenore.
Accolto positivamente dalla critica musicale, questo disco segna un profondo cambiamento nello stile musicale della band.

## Tracce
1. Nomenklatura – 4:44
2. A.E.O.N. – 5:02
3. Doomsday Party – 4:20
4. Human Black Box – 5:10
5. KillJoy – 4:47
6. I Am Ultraviolence – 3:55
7. Electronegative – 4:37
8. In the Cold Light – 3:14
9. Lucifer Effect – 6:33
10. Love Like Blood (Killing Joke cover) – 4:43
11. Meridian A.D. – 6:11
12. Flesh Doll for Sale (bonus track Giapponese) – 5:01
13. From Zero to Nothing – 9:52